# François Jousselin
Pour les articles homonymes, voir Jousselin.
François Jousselin né à Laval le 27 octobre 1926 et mort à Issy-les-Moulineaux le 3 octobre 2009 est un peintre français.
Il vécut à Vanves de 1955 à 2009.

## Biographie
À la mort de son père des suites d'une maladie « contractée sur le front en service commandé », François Jousselin est adopté par la Nation en 1932. Sa famille se déplace à Metz en 1935, puis réside à Toulouse à partir de 1937. Une bourse d’État acquise sur concours en 1937 ans lui permet d’entreprendre ses humanités au lycée Pierre-de-Fermat.
En 1943, pendant la Seconde Guerre mondiale, il lit la biographie de Paolo Uccello écrite par Philippe Soupault où il apprend que la perspective chère à ce peintre du quattrocento recèle des intentions cachées, sans doute indéchiffrables, mais assez claires cependant pour lui valoir un nom d’oiseau. Cette découverte décide alors de sa vocation dans la mesure où il lui semble possible de cacher, au sein de ses œuvres picturales, sa haine du mensonge d’État, créateur de formules creuses telles que « Mort pour la France » d’où il résulte que la Nation, nombreuse et illusoirement protectrice, n’est selon lui qu’un leurre visant à donner bonne conscience à chaque citoyen. Cette obsession poursuivra l’artiste jusqu'à un âge avancé, au point qu’il rédige un mémoire en 1975 dans lequel il avance la preuve de l’existence d’une perspective aérienne commune à certains peintres du passé et dialectiquement opposée à celle que nous a transmis la tradition. À l’évidence, les historiens auraient négligé d’examiner les traces clandestines des hérésies au point de se laisser abuser par les effets d’une Inquisition triomphante.
L’œuvre entière de Jousselin est conditionnée par une sémiologie empruntée à la linguistique de Roland Barthes, comme lui pupille de la Nation, avec qui il entretient une importante relation épistolaire, dont il partage le besoin de décrypter un message second derrière les apparences et dont il brosse plusieurs portraits.
Il achève ses études en partageant son temps entre l’École supérieure des beaux-arts de Toulouse et l’université où il obtient deux certificats de licence : archéologie du Moyen Âge - histoire de l’art moderne, et antiquités gréco-latines - religions grecques.
En 1950, il rejoint l’École de Paris en compagnie d'André Marfaing et de Pierre Igon. Après un séjour aux Pays-Bas dont il visite les musées grâce à une bourse du Gouvernement néerlandais, il expose ses premières peintures abstraites au Salon des réalités nouvelles de 1954 : des lignes de force rouges, noires et blanches qui explosent au milieu de la toile comme autant de lances dans une bataille d’Uccello. Les manifestations, émeutes et affrontements liés aux événements d'Algérie que connaît la ville de Paris en 1958 lui donnent l’idée de transformer ces lances en bâtons qui pleuvent sur les têtes selon une distance psychique actualisant ce que fut une centauromachie[Quoi ?] dans la Grèce antique[pas clair].
Du mariage, le 16 avril 1955, de François Jousselin avec Élisabeth Varty (1926-2006), Britannique née en France, naissent deux enfants : David Jousselin, né en 1958, qui sera photographe et Joseph Jousselin (1962-2021) qui sera sous la signature de Joseph Varty peintre et sculpteur, illustrant notamment des textes de son maître Jacques Grinberg.
Le glissement insensible de l’informel à l'information dans la peinture de François Jousselin se généralise dans les rangs de l’abstraction au point qu’en 1961, Jean-Louis Ferrier donne à ce mouvement l'appellation de Nouvelle figuration. En 1962, peu soucieux de la censure qui sévit dans la presse ou le cinéma, Jousselin expose à l’intention du public parisien des tableaux où s’expriment les horreurs de la guerre, la violence urbaine, leurs victimes, sujets d’attentats par accident de voiture ou ensanglantées dans des salles de torture. Il peint des natures mortes dont la charge explosive se manifeste par le moucheté d'une bouteille de gaz connectée à un réveille-matin ou un billet de banque qui s’enflamme près d’une boîte d’allumettes.
À partir de 1965, sa facture faite de hachures hâtives et nerveuses s’assagit dans la mesure où les coups du sort touchant sa vie privée[C'est-à-dire ?] lui font entendre raison. Il cache le caractère séditieux de ses sujets derrière une conception onirique de la réalité. Des objets d’usage courant tels que téléphones, machines à écrire, annuaires occupent l’espace d’un bureau sous la surveillance discrète d’ouverture pratiquée dans le mur. Il affectionne l’atmosphère confinée des caves, des sous-sols, des couloirs de métro aux destinations incertaines. En 1975, l’artiste quitte les grandes profondeurs de la psychanalyse quand il découvre, au grand air, une réalité cachée : dans des chantiers inondés de soleil, des Nord-Africains, sobres et pacifiques, s’emploient à la reconstruction de la capitale.
Dans les années 1980, sa vue faiblit. Il décide que la réalité n’existe pas : il n’y a que des points de vue. Jousselin peint alors ce qu’il voit de sa fenêtre « pour ne plus avoir à mentir », dit-il : un piéton qui traverse la rue mais dans les clous, une assiette de cerises sur une table mais posée sur un journal aux titres inquiétants.
Jousselin laisse un œuvre secret et atypique, pour une part conservé au musée d'Art moderne de Paris (Les Distances psychiques), au Musée cantonal des beaux-arts de Lausanne (La Guerre), au Beaux-Arts Mons (dix tableaux), au musée d'Art à la mer d’Ostende (Le Déluge), se constituant de témoignages des plus singuliers sur la vie d’artiste face à la création.
Gérard Xuriguera a défini cette œuvre, la rangeant en cela avec celles de Jean Couy, Claude Garache, Louttre B., Xavier Valls ou encore Jacques Vimard, comme une « approche de l'observé » basée, dit-il pour rappeler qu'elle fut à contre-courant de l'abstraction dominante, sur la résistance d'un « métier combattu ces  dernières décades, que d'aucuns taxeraient de passéiste », la singularité de François Jousselin consistant alors à « recomposer une réalité ordinaire avec une verve plus acérée ».

## Contributions bibliophiliques
- Joseph Aribaut (préface de Michel Roquebert), Maurice Magre, un méridional universel, illustrations de François Jousselin, Toulouse, Midia, 1987.

## Expositions

### Expositions personnelles
- Galerie Jacques Massol, 12, rue La Boétie, Paris, 1962 (Les manifestations), 1963, 1966, 1968, mars-avril 1970[7], 1972, 1975, 1977, 1981.
- Galerie Simone Boudet, Toulouse, 1968.
- Galerie Norland, Ostersund, 1968.
- Galerie Numaga, Auvernier, 1968.
- Galerie Nord, Lille, 1969.
- Galerie Jean Peyrolle, Paris, 1988, 1990, 1992, avril-juillet 1993 (Jousselin - Quarante ans de peinture).
- François Jousselin - Rétrospective, théâtre de Vanves, septembre-novembre 2011[8].
- Galerie des Patriarches, Paris, octobre-novembre 2016[9], 2017.
- François Jouselin - Rétrospective, espace Jacques-Prévert, Mers-les-Bains, juin-août 2020[2].

### Expositions collectives
- Salon de la Jeune Peinture, Paris, 1951.
- Salon des surindépendants, Paris, 1952, 1953.
- Salon des réalités nouvelles, Paris, de 1954 à 1964, 1969, 1976.
- Salon Comparaisons, Paris, 1957, 1959, 1968, 1975, 1976.
- Musée de Recklinghausen, 1958.
- L'École de Paris, galerie Charpentier, Paris, 1962.
- De la rive droite à la rive gauche - Mogens Andersen (en), Martin Barre, Peter Brüning, Jacques Busse, Jean Clerté, Jean Cortot, Pierre Dmitrienko, Joe Downing, Luis Feito (es), Pierre Fichet, Pierre Gastaud, Jacques Germain, James Guitet, François Jousselin, John-Franklin Koenig, Joseph Lacasse, Pierre-César Lagage, Pierre Lahaut, Key Sato, Léon Zack, musée de Verviers, 1962.
- Premier Salon international des galeries pilotes, musée cantonal des beaux-arts de Lausanne, 1963.
- Salon de mai, Paris, 1964, 1975, 1978.
- Climat 66, musée de Grenoble, 1966.
- Rencontres de Nantes, musée des beaux-arts de Nantes, 1966.
- François Jousselin, Charles Semser, Serge Vandercam, Hugh Weiss, musée royal des beaux-arts d'Anvers, mars 1969.
- François Jousselin, Joseph Lacasse, Jean-Marie Martin, Léon Zack, Centre Gildas-Fardel, Nantes, mai-juillet 1970.
- André Beaudin, Pierre Bonnard, Gustav Bolin, Francisco Bores, Henri Déchanet, François Jousselin, Bram Van Velde, galerie du Salin, Uzès, 1975.
- Chemins de la création, Ancy-le-Franc, 1978 ; Tanlay, 1984.
- Festival de Lille, 1979.
- Le temps de voir, porte Maillot, Paris, 1980.
- Abstraction, création, art concret, art non figuratif, réalités nouvelles de 1946 à 1965, galerie Drouart, Paris, novembre 2008 - janvier 2009[10].

## Réception critique
- « Ces couloirs, ces chambres closes baignent dans une atmosphère dense, lourde, angoissante. Univers ocre, fermé, calfeutré, plus onirique que surréaliste. Derrière les silhouettes, des lignes, des perspectives fuient vers le néant, vers l'infini, et l'on songe à De Chirico. Mais c'est surtout l'indifférence que les personnages semblent se témoigner qui est troublante. » - C.B., Univers des Arts, 1968.
- « L'œuvre de François Jousselin offre à voir des corps douloureusement émergés du chaos, livrés à d'étranges ballets somnanbulesques qui évoquent les désastres et la guerre, la famine et la peur. Elle témoigne avec une efficacité réelle  et un lyrisme prenant du "mal à vivre" contemporain. » - Jean-Jacques Lévêque[11]
- « Jousselin se défend, bien entendu, de relever du surréalisme. Il s'affirme seulement peintre onirique. Un érotisme certain, le peintre ne pouvait le négliger. Maître de sa matière comme de sa puissance de rêveur éveillé, Jousselin pourrait procéder d'un Georges de La Tour pour ses chandelles à la lumière dardée, d'un Roger de La Fresnaye avec ces mêmes touches hachurées et d'un Georges Braque dans ses seules harmonies en noir, beige et brun. Jacques Massol a le don de découvrir, avec le courage pour les suivre, des peintres particulièrement singuliers. » - Frédéric Mégret[7]
- « Après une première période abstraite, qui correspond à ses premières participations au Salon des réalités nouvelles, avec des grands signes totémiques, noir, gris blancs, dans l'esprit de Pierre Soulages, il revint résolument à un langage figuratif, dont l'expression graphique s'accommode aussi bien du dessin et du lavis que de la gouache et de l'huile... Il serait peut-être plus intéressant d'observer, au long de son œuvre, l'évolution du choix des thèmes, parmi lesquels le corps féminin, souvent dénudé dans ses attributs vestimentaires érotiques, la présence féminine dans le folklore urbain, l'homme seul face à lui-même ou confronté dans le miroir, réapparaissent régulièrement sous des formes diverses, avec des implications différentes dans leurs rapports avec l'angoisse existentielle. » - Jacques Busse[3]

## Collections publiques

### Belgique
- Mons, Beaux-Arts Mons.
- Ostende, musée d'Art à la mer : Les Allumettes, 1968[3].

### France
- Mers-les-Bains, hôtel de ville : La Dame assise, huile sur toile, 73 × 54 cm[12],[13],[14],[15].
- Paris, musée d'Art moderne de Paris : Les Distances psychiques, huile sur toile[16].
- Puteaux, Fonds national d'art contemporain :
  - Lecture, huile sur toile 100x81cm, 1951[17] ;
  - Somnambules, technique mixte sur toile 162x114cm, 1962[18].
- Toulouse, musée des Augustins :
  - L'Atelier, huile sur toile, 130 × 97 cm ;
  - L'Ampoule et le journal, gouache sur papier.

### Macédoine du Nord
- Skopje, musée d'Art contemporain : Figures, 1961[3].

### Monténégro
- Budva, musée de Budva.

### Suisse
- Lausanne, Musée cantonal des beaux-arts :
  - La Guerre, 1961 ;
  - L'Accident[3].